# Fluchthorn (Alpi Pennine)
Il Fluchthorn (3.795 m s.l.m.) è una montagna del Massiccio del Mischabel nelle Alpi Pennine. Si trova nello svizzero Canton Vallese.

## Caratteristiche

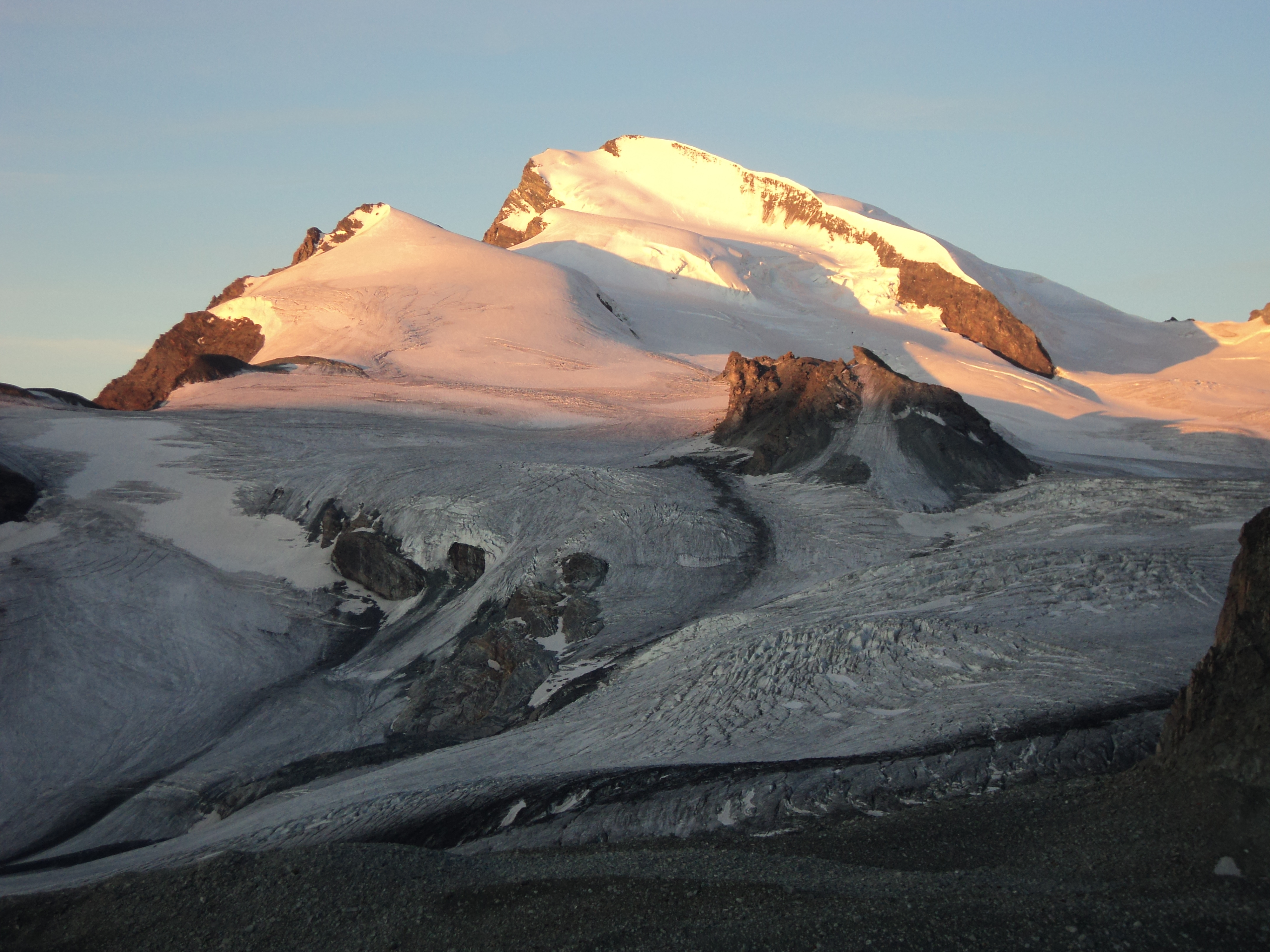
La montagna a sinistra del più alto Strahlhorn visti dalla Britanniahütte.

La montagna è collocata ad est del più alto Strahlhorn, lungo la cresta che da questo scende verso il Lago Mattmark.

## Salita alla vetta
La montagna può essere salita partendo dalla Britanniahütte.